# ОШ „Света Михајловић” Буровац
ОШ „Света Михајловић” у Буровцу, насељеном месту на територији општине Петровац на Млави, државна је установа основног образовања.
Школа је почела са радом 1903. године, као четвороразредна школа. После рата, 1958. године, школи је припојена и табановачка школа, а 1962. године и школа из села Бусура, па је прва осморазредна  школа у Буровцу основана 1964. године. Тада је добила име које и данас носи и као Дан школе слави 4. октобар. Новији део школске зграде датира из 1985. године.